# Walter Leckebusch
Walter Leckebusch (* 19. November 1902 in Wuppertal; † 4. März 1981 in München) war ein deutscher Filmregisseur, Filmeditor und Filmproduzent, der vor allem durch seine Dokumentarfilme international bekannt wurde.

## Leben
Leckebusch begann seine Karriere als Schnittmeister. 1932 gründete er die Firma Walter Leckebusch & Co., mit der er fast 50 Jahre lang Kultur-, Lehr- und Werbefilme herstellen ließ.
Leckebusch produzierte unter anderem Dokumentationen über die Bergwelt, die metallverarbeitende Industrie und über die Nachkriegszeit. Internationale Bekanntheit erlangte er 1950 durch den Kulturfilm Bustelli – Ein Spiel in Porzellan (Regie und Drehbuch Carl Lamb), der unter Mitarbeit von Francesco Stefani entstand. Für diesen Film wurde Leckebusch 1951 bei den Internationalen Filmfestspielen Berlin mit dem Preis für den besten Dokumentarfilm ausgezeichnet. 1954 erhielt er zudem für die Produktion Stern von Bethlehem den Bundesfilmpreis.
Daneben entstanden in Leckebuschs Produktionsstudio auch zahlreiche deutsche Synchronfassungen von Kinofilmen wie z. B. der Verfilmung von Alan Patons Roman Cry – the beloved country (...denn sie sollen getröstet werden).
1992 gelangte der Bestand der Produktionsgesellschaft Leckebusch in das Bundesarchiv.

## Auszeichnungen (Auswahl)
- 1951 Preis der Internationalen Filmfestspiele Berlin für den besten Dokumentarfilm (Bustelli – Ein Spiel in Porzellan)
- 1954 Bundesfilmpreis für den besten Dokumentarfilm (Stern von Bethlehem)
- 1956 Film des Monats im Oktober 1956 (Hakahana); Evangelische Filmgilde

## Filmografie (Auswahl)

### Produktion
- 1938 Ein Abenteuer am Thunersee
- 1938 Alpenföhn
- 1942 Werk und Arbeit
- 1950 Bustelli – Ein Spiel in Porzellan
- 1951 Kette und Schuss
- 1956 Verlorene Freiheit
- 1956 Hakahana
- 1961 Die andere Seite unseres Lebens
- 19xx Lokomotiven für Brasilien

### Regie und Produktion
- 1938 Schweizer Bergfibel
- 1938 Männer der Technik als Propagandisten der Tat
- 1948–1951 Diphtherie (auch Schnitt)
- 1949 Menschen in Not
- 1950 Vom Erz zum Stahldach
- 1950 Es begann 1390
- 1951 Brücken über Europa
- 1952 Das Heiligtum der Krone
- 1953 Vom Erz zum verlinkten Blechdach
- 1957 Karakul
- 1961 Die andere Seite unseres Lebens